# قلعه‌پایان
قلعه پایان مربوط به اواخر دوره ساسانیان - سده‌های اولیه دوران‌های تاریخی پس از اسلام است و در شهرستان گلوگاه، بخش کلباد، دهستان کلباد، جنوب روستای قلعه پایان واقع شده و این اثر در تاریخ ۲۷ آبان ۱۳۸۶ با شمارهٔ ثبت ۲۰۲۸۱ به‌عنوان یکی از آثار ملی ایران به ثبت رسیده است.